# Манфредас Лук'янчукас
Манфредас Лук'янчукас (лит. Manfredas Lukjančukas, нар. 13 листопада 1991, Вільнюс) — литовський футбольний арбітр.

## Кар'єра
З 2015 року Лук'янчукас став судити ігри в литовській А-лізі.
2017 року увійшов до списку арбітрів ФІФА та став обслуговувати міжнародні футбольні матчі. 6 липня 2017 року Лук'янчукас відсудив свій перший матч у єврокубках під час матчу «Работнічки» — «Тре Пенне» в рамках першого кваліфікаційного раунду Ліги Європи. Матч закінчився з рахунком 6:0, а литовець п'ять разів показав жовту картку.  
2 червня 2018 року Лук'янчукас відсудив свій перший матч національних збірних, коли Латвія перемогла з рахунком 1:0 Естонію завдяки голу Яніса Ікаунієкса у Балтійському кубку. У цьому матчі Лук'янчукас показав по жовтих картках латвійцю Валерію Шабалі та естонцю Дмитру Круглову.
Згодом Лук'янчукас обслуговував чотири матчі на юнацькому чемпіонаті Європи U-17 2019 в Ірландії, а також дві гри на чемпіонаті Європи U-19 2022 у Словаччині.